# Broken Strings
"Broken Strings" treći je singl objavljen s drugog stijskog albuma Jamesa Morrisona Songs for You, Truths for Me. Singl je izdan 8. prosinca 2008., a riječ je o duetu s kanadskom Pop/R&B pjevačicom Nelly Furtado. Singl je ujedno postao Morrisonov najuspješniji singl do danas, te je ušao u top deset na mnogim europskim ljestvicama, a u prvih tri u Velikoj Britaniji i Irskoj i na vrh u Njemačkoj i Švicarskoj. Također je to Nellyin najprodavaniji singl u Velikoj Britaniji.

## Glazbeni video
Svjetska premijera videa za "Broken Strings" bila je 17. studenog 2008., a redatelj je Mikinu Meisner. Nelly Furtado se također pojavljuje u videu. Dijelovi videa inspirirani su filmom Pariz, Teksas, dok je eksplozija inspirirana filmom Insignificance. Nelly i James su snimili njihove dijelova u različitim danima.
U videu je James je u hotelskoj sobi, a Nelly je iza stakla. James počne pjevati pjesmu i kada Nelly počinje pjevati njezin dio, iza stakla predmeti poput gitare i televizora eksplodiraju. Krajem videa, sve što se razbilo opet zacijeli i Nelly nestaje.

## Popis pjesama

### CD singl
1. "Broken Strings" (feat. Nelly Furtado)[1]
2. "Say It All Over Again"

### Maxi CD singl
1. "Broken Strings" (feat. Nelly Furtado)
2. "Say It All Over Again"
3. "Broken Strings" (uživo na Air Studios)
4. "You Make It Real" (uživo na Air Studios)
5. "Broken Strings" (video)

### Promotivni CD singl
1. "Broken Strings" (Remix) (feat. Nelly Furtado)[2]
2. "Broken Strings" (feat. Nelly Furtado)

## Ljestvice
| Ljestvica (2008/2009)                 | Najviša pozicija |
| ------------------------------------- | ---------------- |
| Austrija                              | 2                |
| Australija                            | 80               |
| Belgija                               | 1                |
| Kanada                                | 41               |
| Češka                                 | 4                |
| Danska                                | 4                |
| Nizozemska                            | 5                |
| Europa                                | 1                |
| Francuska                             | 5                |
| Njemačka                              | 1                |
| Grčka                                 | 10               |
| Irska                                 | 2                |
| Izrael                                | 1                |
| Italija                               | 4                |
| Japan                                 | 19               |
| Novi Zeland                           | 10               |
| Norveška                              | 16               |
| Portugal                              | 3                |
| Rumunjska                             | 12               |
| Slovačka                              | 2                |
| Španjolska                            | 8                |
| Švedska                               | 4                |
| Švicarska                             | 1                |
| Turska                                | 18               |
| Ujedinjeno Kraljevstvo                | 2                |
| SAD Billboard Hot Adult Top 40 Tracks | 34               |